# Nebraskas legislatur
Nebraskas legislatur (engelska: Nebraska Legislature) är den lagstiftande församlingen i den amerikanska delstaten Nebraska. Den sammanträder i Nebraska State Capitol som är belägen i delstatshuvudstaden Lincoln.
Nebraska är unikt såtillvida att det är den enda delstaten i USA vars lagstiftande församling är ett enkammarsystem.

## Sammansättning
Nebraskas legislatur har 49 ledamöter, som även kallas för senatorer, representerande 49 distrikt i majoritetsval. Dessa väljs för fyraåriga mandatperioder med ett omval, efter ett uppehåll på fyra år är en tidigare senator åter valbar.
För att vara valbar krävs 21 års ålder samt att kandidaten varit skriven i det distrikt som representeras i minst ett år.